# Nueva Montaña

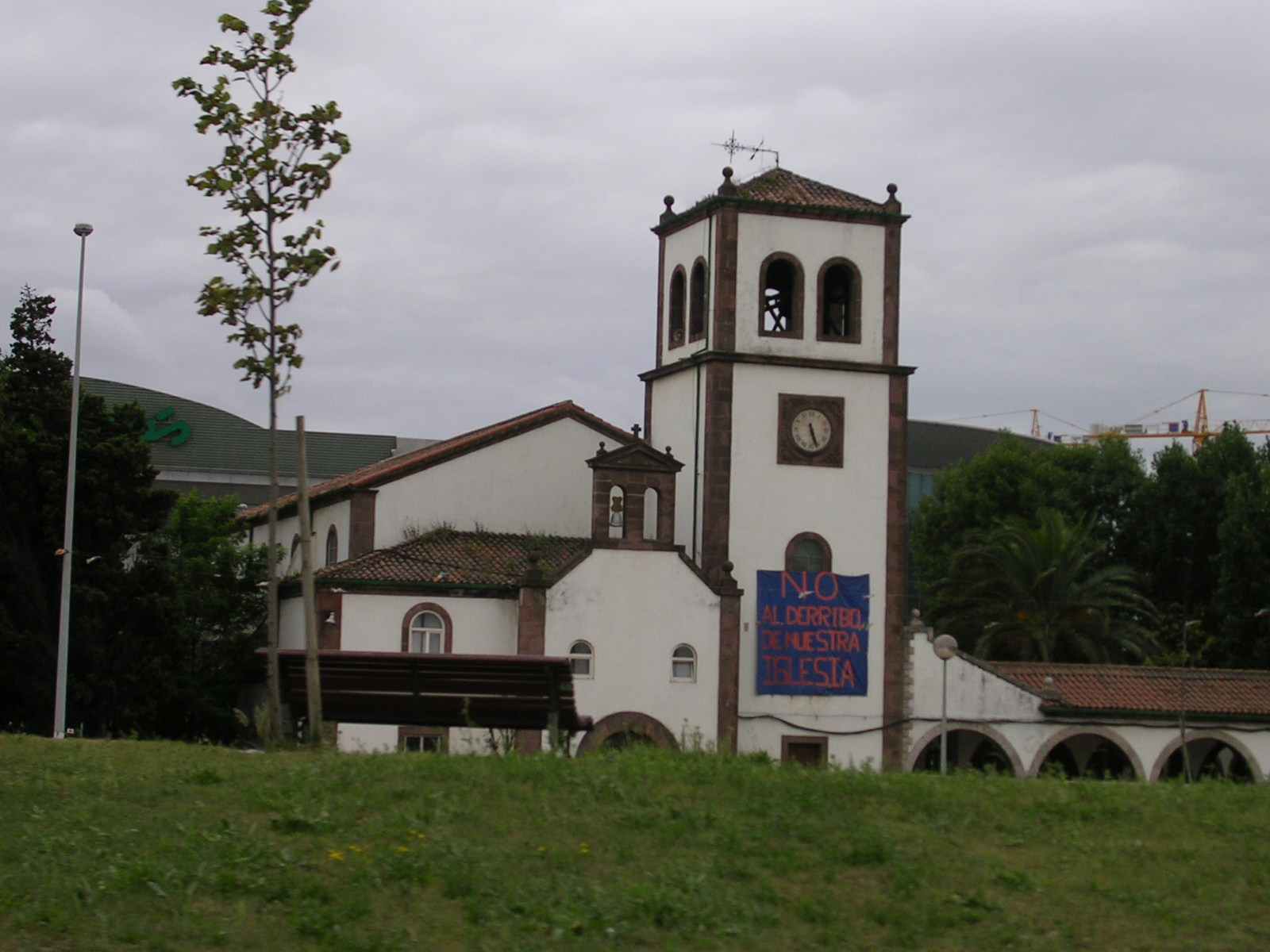
Antigua iglesia de Nueva Montaña

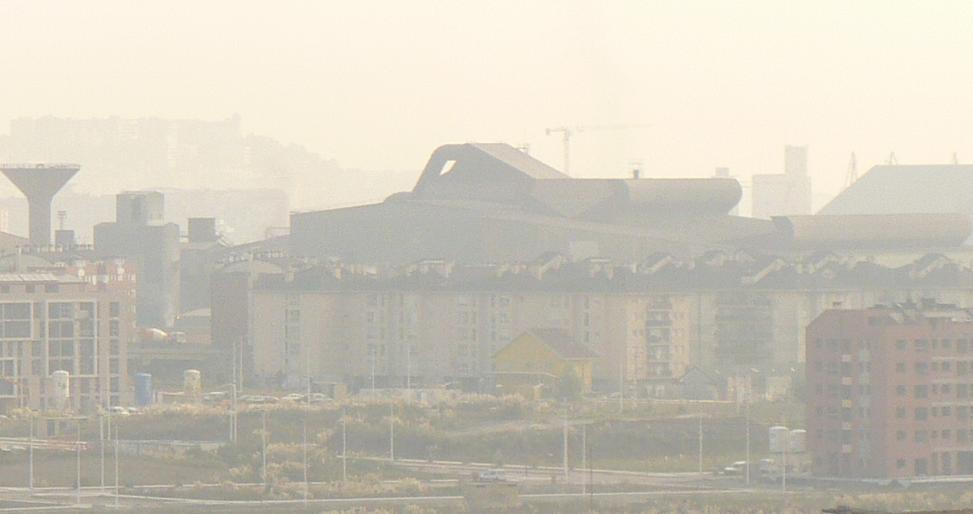
Fábrica de GSW, antigua Nueva Montaña Quijano.

Nueva Montaña es un barrio de la localidad de Peñacastillo del municipio de Santander, situado en las afueras de la capital cántabra (España).
El nombre de la zona se debe a que era originalmente pantanosa y fue tapada con tierra para la posterior edificación en 1898. El barrio es famoso por una antigua acería llamada Quijano, construida por José María Quijano Fernández-Hontoria, instalada en 1900 y que actualmente trabaja bajo el nombre de Global Steel Wire (GSW). Justo al lado se encuentra el domicilio social de Acería de Santander S.A., cuyo socio mayoritario era también Nueva Montaña Quijano S.A. Debido a esta actividad industrial la zona empezó a ser habitada fundamentalmente por la clase obrera. En esta zona santanderina se encuentra un centro comercial (El Corte Inglés), bares, restaurantes,  McDonald's, farmacia, polígonos industriales y el colegio público C.P. Nueva Montaña.

## Transporte
El barrio de Nueva Montaña está conectado al centro urbano del municipio santanderino mediante varias las líneas 12 y 24 de TUS y dos estaciones de cercanías de ancho ibérico (Renfe Cercanías) y ancho métrico (Renfe Cercanías AM), no contiguas.
| Procedencia/Destino | <          | Línea | >              | Procedencia/Destino |
| ------------------- | ---------- | ----- | -------------- | ------------------- |
| Santander           | Valdecilla |       | Muriedas-Bahía | Reinosa             |
| Santander AM        | Valdecilla |       | Valle Real     | Liérganes           |

- Datos: Q9051068